# Charles Barden
Charles Frédérick Barden (Canterbury, 1864-Leicester, 1962) fue un deportista británico que compitió en ciclismo en la modalidad de pista. Ganó dos medallas de plata en el Campeonato Mundial de Ciclismo en Pista, en los años 1896 y 1897.

## Medallero internacional
| Campeonato Mundial | Campeonato Mundial     | Campeonato Mundial | Campeonato Mundial       |
| Año                | Lugar                  | Medalla            | Competición              |
| ------------------ | ---------------------- | ------------------ | ------------------------ |
| 1896               | Copenhague (Dinamarca) | Medalla de plata   | Velocidad individual (P) |
| 1897               | Glasgow (Reino Unido)  | Medalla de plata   | Velocidad individual (P) |